# Burnett (Familienname)
Burnett ist ein englischer Familienname.

## Namensträger
- A. J. Burnett (Allan James Burnett; * 1977), US-amerikanischer Baseballspieler
- Adrian Burnett, australischer Balletttänzer und Choreograph
- Alan Burnett (Drehbuchautor) (* 1949), US-amerikanischer Drehbuch- und Comicautor
- Alan Burnett (Snookerspieler) (* 1978), schottischer Snookerspieler
- Alysha Burnett (* 1997), australische Leichtathletin
- Anne Pippin Burnett (1925–2017), US-amerikanische Altphilologin
- Bob Burnett († 2011), US-amerikanischer Sänger
- Brian Burnett (1913–2011), britischer Luftmarschall, Tennisspieler und -funktionär
- Carol Burnett (* 1933), US-amerikanische Schauspielerin
- Carl Burnett (* 1941), US-amerikanischer Jazz- und Funkmusiker
- Cecil Ross Burnett (1872–1933), britischer Maler
- Charles Burnett (General), britischer General
- Charles Burnett (Offizier) (1882–1945), amerikanisch-britischer Flieger-Offizier
- Charles Burnett (Regisseur) (* 1944), US-amerikanischer Regisseur, Produzent und Fotograf
- Charles Harris Burnett (1876–1947), neuseeländischer Politiker
- Charles Hiram Burnett, Sr., US-amerikanischer Politiker
- Charles Hoyt Burnett (1913–1967), US-amerikanischer Arzt (Burnett-Syndrom)
- Charles Stuart Freeman Burnett (* 1951), britischer Arabist
- Cherise Adams-Burnett (* 1995), britische Jazzmusikerin
- Derek Burnett (* 1970), irischer Sportschütze
- Dustin Burnett (* 1977), US-amerikanischer Singer-Songwriter und Musikproduzent siehe Zayde Wolf
- Edward Burnett (1849–1925), US-amerikanischer Politiker
- Erin Burnett (* 1976), US-amerikanische Nachrichtenmoderatorin
- Ewan Burnett, australischer Fernsehproduzent
- Fiona Burnett (* 1971), australische Jazzmusikerin
- Frances Hodgson Burnett (1849–1924), britische Autorin
- Gabriel Burnett (* 1975), barbadischer Sprinter
- Garrett Burnett (1975–2022), kanadischer Eishockeyspieler
- Gilbert Burnett (1643–1715), englischer Bischof und Historiker, siehe Gilbert Burnet
- Gilbert Thomas Burnett (1800–1835), britischer Botaniker und Zoologe
- Heidi Burnett (* 1961), australischer Judoka
- Henry Cornelius Burnett (1825–1866), US-amerikanischer Politiker
- Howard Burnett (* 1961), jamaikanischer Leichtathlet
- Ivy Compton-Burnett (1884–1969), englische Schriftstellerin
- James Burnett (1714–1799), schottischer Jurist und Anthropologe
- James Compton Burnett (1840–1901), englischer Arzt und Homöopath
- Jamie Burnett (* 1975), schottischer Snookerspieler
- Jason Burnett (* 1986), kanadischer Trampolinturner
- John Burnett, Baron Burnett (* 1945), britischer Politiker (Liberal Democrats)
- John F. Burnett (1934–2024), US-amerikanischer Filmeditor
- John George Burnett (1876–1935), schottischer Politiker
- John Lawson Burnett (1854–1919), US-amerikanischer Politiker
- Leo Burnett (1891–1971), US-amerikanischer Unternehmer
- Marian Burnett (* 1976), guyanische Leichtathletin
- Mark Burnett (* 1960), britisch-amerikanischer Fernsehproduzent
- Meagen Burnett (* 1974), südafrikanische Badmintonspielerin
- Molly Burnett (* 1988), US-amerikanische Schauspielerin
- Morgan Burnett (* 1989), US-amerikanischer American-Football-Spieler
- Nastassja Burnett (* 1992), italienische Tennisspielerin
- Paul Burnett (Sänger) (* 1951), britischer Sänger, siehe Pee Bee Squad
- Paul Burnett (Beachvolleyballspieler) (* 1998), australischer Beachvolleyballspieler
- Peter Burnett (1807–1895), US-amerikanischer Politiker
- Richard Burnett (1932–2022), britischer Pianist, Klaviersammler und Musikpädagoge
- Richie Burnett (* 1967), walisischer Dartspieler
- Roger Burnett (* 1960), britischer Motorradrennfahrer
- Robert Burnett (1887–1959), Admiral der Royal Navy
- Ryan Burnett (* 1992), britischer Profiboxer
- Sheila Burnett (* 1949), britische Kanutin
- Simon Burnett (* 1983), britischer Schwimmer
- T Bone Burnett (Joseph Henry Burnett; * 1948), US-amerikanischer Rockmusiker und Musikproduzent
- Theodore Legrand Burnett (1829–1917), US-amerikanischer Soldat und konföderierter Politiker
- Tommy Burnett (1942–2009), US-amerikanischer Politiker
- Waldo Irving Burnett (1827/28–1854), US-amerikanischer Zoologe und Mediziner
- William Riley Burnett (1899–1982), US-amerikanischer Schriftsteller und Drehbuchautor